# Angelina Beloff
Pour les articles homonymes, voir Beloff.
 (mars 2024).
Si vous disposez d'ouvrages ou d'articles de référence ou si vous connaissez des sites web de qualité traitant du thème abordé ici, merci de compléter l'article en donnant les références utiles à sa vérifiabilité et en les liant à la section « Notes et références ».
Angelina Petrova Beloff (en russe : Ангелина Петровна Белова), née à Saint-Pétersbourg le 23 juin 1879 et morte à Mexico le 30 décembre 1969, est une artiste mexicaine d'origine russe, peintre pleinairiste, graveuse, illustratrice de livres et auteure pour le théâtre de marionnettes. Elle est connue pour avoir été la première femme du peintre mexicain Diego Rivera.

## Biographie
Angelina Beloff naît à Saint-Pétersbourg dans une famille d'intellectuels russes. Elle entre à l'Académie impériale des beaux-arts à Saint-Pétersbourg en 1905, et est encouragée par ses professeurs à poursuivre ses études artistiques en France, ce qu'elle fait en 1909, après la mort de ses parents. Elle vit à Paris avec le soutien du gouvernement russe, et grâce à l'affectation d'un fonds familial. Elle travaille dans l'atelier de Henri Matisse, apprend la gravure sur bois et métal est également professeur d'art.
Elle côtoie nombre d'artistes mexicains en France et en Belgique et rencontre Diego Rivera à Bruges lors d'un voyage effectué avec l'artiste espagnole María Blanchard. Angelina Beloff se marie avec l'artiste mexicain à Paris en 1909. Ils ont un enfant, Miguel Ángel, qui meurt de complications pulmonaires à seulement quatorze mois. La vie du couple n'est pas facile économiquement, en particulier lors de la Première Guerre mondiale qui entraîne une pénurie de produits de première nécessité ainsi que de grandes difficultés à se procurer du matériel artistique Elle occupe plusieurs emplois, sacrifiant son propre développement créatif afin que Rivera puisse continuer à peindre. Elle écrit aussi en français et est traductrice du russe vers le français.
Elle laisse un journal décrivant sa vie privée avec Rivera, leurs échanges d'idées, leurs projets de collaboration ainsi que l'interaction avec les peintres de cette époque. En 1921, après la Révolution mexicaine, Rivera est rappelé au Mexique par José Vasconcelos pour y peindre, mais Angelina Beloff ne peut l'accompagner par manque d'argent pour le voyage. Bien qu'elle connaisse l'infidélité de son mari, elle espère toujours pouvoir le rejoindre. Rivera continue à subvenir à ses besoins en lui envoyant un peu d'argent, mais demande le divorce afin de se marier avec Guadalupe Marín (en). Angelina Beloff se renferme alors sur elle-même.
Sa relation de près de douze ans avec Rivera lui permet de se lier d'amitié avec des personnalités mexicaines comme David Alfaro Siqueiros, Adolfo Best Maugard, Ángel Zárraga ou Roberto Montenegro. Invitée à venir vivre au Mexique par Alfonso Reyes et Germán Cueto, elle y arrive en 1932 et s'installe à Mexico, ville de résidence de Rivera. La majorité de son œuvre au Mexique sera réalisée dans ce pays.
Restée en dehors de la sphère sociale et professionnelle de Rivera, elle se crée la sienne, ce qui la marginalise quelque peu. Elle vit 37 années au Mexique, poursuit sa carrière  et fonde des institutions publiques consacrées aux arts. Angelina Beloff meurt à Mexico, à l'âge de 90 ans.

## Style
L'œuvre d'Angelina Beloff est une fusion entre divers styles européens et l'imagerie et les couleurs du Mexique. Elle est principalement influencée par Matisse, Picasso et surtout Cézanne qu'elle admirait et qu'elle rencontra grâce à Diego Rivera. Cette influence est nettement visible dans ses natures mortes, ses portraits et un certain nombre de paysages. Elle a évité de montrer les grands symboles nationaux mexicains dans son travail, préférant recréer la banalité en mettant l'accent sur de nombreux détails. Une œuvre représentative de son travail est Avenida Hidalgo vista desde Bellas Artes (1949). Un de ses portraits magistraux est Retrato de Susana Díaz de León (1948), qui présente une jeune fille assise sur une chaise, essayant d'atteindre le sol avec ses orteils.

## Postérité
La vie d'Angelina Beloff est retracée en 1978 par Elena Poniatowska dans un recueil de lettres fictives que Beloff aurait pu envoyer à Diego Rivera, Cher Diego, Quiela t'embrasse.